# Ерзовское городское поселение
Ерзо́вское городско́е поселе́ние — муниципальное образование в Городищенском районе Волгоградской области.
Административный центр — посёлок городского типа Ерзовка.

## История
Ерзовское городское поселение образовано 14 мая 2005 года в соответствии с Законом Волгоградской области № 1058-ОД.

## Население
| 2009  | 2010  | 2012  | 2013  | 2014  | 2015  | 2016  |
| ----- | ----- | ----- | ----- | ----- | ----- | ----- |
| 6187  | ↘6150 | ↗6189 | ↗6243 | ↗6285 | ↗6294 | ↗6301 |
| 2017  | 2018  | 2019  | 2020  | 2021  |       |       |
| ↗6422 | ↗6521 | ↘6483 | ↘6468 | ↗6477 |       |       |

## Состав городского поселения
| № | Населённый пункт | Тип населённого пункта      | Население |
| - | ---------------- | --------------------------- | --------- |
| 1 | Виновка          | село                        | ↗172      |
| 2 | Ерзовка          | пгт, административный центр | ↘6305     |